# حمام نوبر
حمام نوبر مربوط به دوره قاجار است و در تبریز، تقاطع خیابان امام وتربیت واقع شده و این اثر در تاریخ ۱ آذر ۱۳۷۸ با شمارهٔ ثبت ۲۵۱۲ به‌عنوان یکی از آثار ملی ایران به ثبت رسیده است.